# Esplugues de Llobregat
Esplugues de Llobregat este o localitate în Spania în comunitatea Catalonia în provincia Barcelona. În 2006 avea o populație de 46.808 locuitori cu o suprafață de 5 km2.

## Personalități născute aici
- Lamine Yamal (n. 2007), fotbalist.

1. ↑  Nomenclátor Geográfico de Municipios y Entidades de Población (20240402 edition)
2. ↑   https://www.lavanguardia.com/local/baix-llobregat/20241002/9991225/socialista-eduard-sanz-asume-alcaldia-esplugues-vivienda-prioridad.amp.html Lipsește sau este vid: |title= (ajutor)
3. 1 2   http://www.idescat.cat/pub/?id=aec&n=925&t=2016 Lipsește sau este vid: |title= (ajutor)